# إرنست غوتليب فون شتويدل
إرنست غوتليب شتويدل (1783-1856) (بالإنجليزية: Ernst Gottlieb von Steudel) هو عالم نبات ألماني.

## من النباتات التي وصفها
- إجاص بوفيه
- أراك عثكولي
- ألونسوة مهلبة
- برسية برازيلية
- بسلة أزميرية
- بطباط نيلي
- بوتلوة قاسية الشعر
- بوشو أزغب
- بولفينية كثة الزغب
- توت بيزنطي
- خرشوف شويكي
- دردار دبق
- دردار مابعد البيكال
- دوسر طويل السفة
- دوسر وحيد السفة
- رزية قاسية
- صفيراء إسفينية الأوراق
- قصب السكر الخشن
- قصب السكر الخيطي الأوراق
- قصب السكر الزغابي
- لقلقي جنوب أفريقي
- متروسدرس أقنف
- متلألئة أجمية
- متلألئة أسترالاسية
- متلألئة أفريقية
- متلألئة رفيعة الأوراق
- مغزرة ألبية
- نيلة أرجوانية
- هليلج بيضاوي
- يقطوم قليل البذور
- يوكا مدرعة